# Galeotto IV Pico della Mirandola
Galeotto IV Pico della Mirandola (Mirandola, 1610 – Mirandola, 9 giugno 1637) è stato un nobile italiano, membro della famiglia Pico, e principe ereditario del duca di Mirandola e marchese di Concordia.

## Biografia
Galeotto IV era figlio naturale di Alessandro I Pico della Mirandola, duca della Mirandola e Marchese della Concordia, e della sua amante Eleonora Segni (o Signa), nobildonna ferrarese rimasta vedova nel 1603 del facoltoso Ferrante Ferrari e risposatasi nel 1605 con il vicentino Luigi Toschi.
Poiché il duca Alessandro I aveva avuto solo quattro figlie femmine dal matrimonio con Laura d'Este, intraprese la legittimazione del figlio bastardo con l'imperatore Mattia (ottenuta nel 1617) al fine di garantire la successione agnatica nei suoi stati. Il 18 aprile 1626 Alessandro I lo nominò ufficialmente suo successore Galeotto IV, accreditandolo presso il duca di Modena. Il 3 febbraio 1629 fu legittimato anche da papa Urbano VIII, che inoltre lo nominò feudatario di San Martino Spino.
Tuttavia Galeotto IV morì a soli 27 anni, pochi mesi prima del padre (deceduto il 2 dicembre 1637), e fu sepolto nella chiesa dei Cappuccini, dove la moglie Maria pose un epitaffio. Soppressa la chiesa del Cappuccini, i marmi del monumento funebre furono dispersi, mentre la salma e lapide furono traslate nella cappella maggiore della chiesa di San Francesco. Il 15 settembre 1563 gli fu sepolta accanto la moglie Maria Cybo, morta a Padova e trasportata con il bucintoro fino alla foce del Secchia.
Figlio di Galeotto IV fu Alessandro II, succeduto al nonno come sovrano del Ducato della Mirandola. Galeotto IV fu anche il padre di Brigida Pico, reggente del Ducato della Mirandola durante la minore età del nipote e successore di Alessandro II, il giovane Francesco Maria II Pico della Mirandola, ultimo duca della Mirandola della dinastia Pico.

## Matrimonio e discendenza

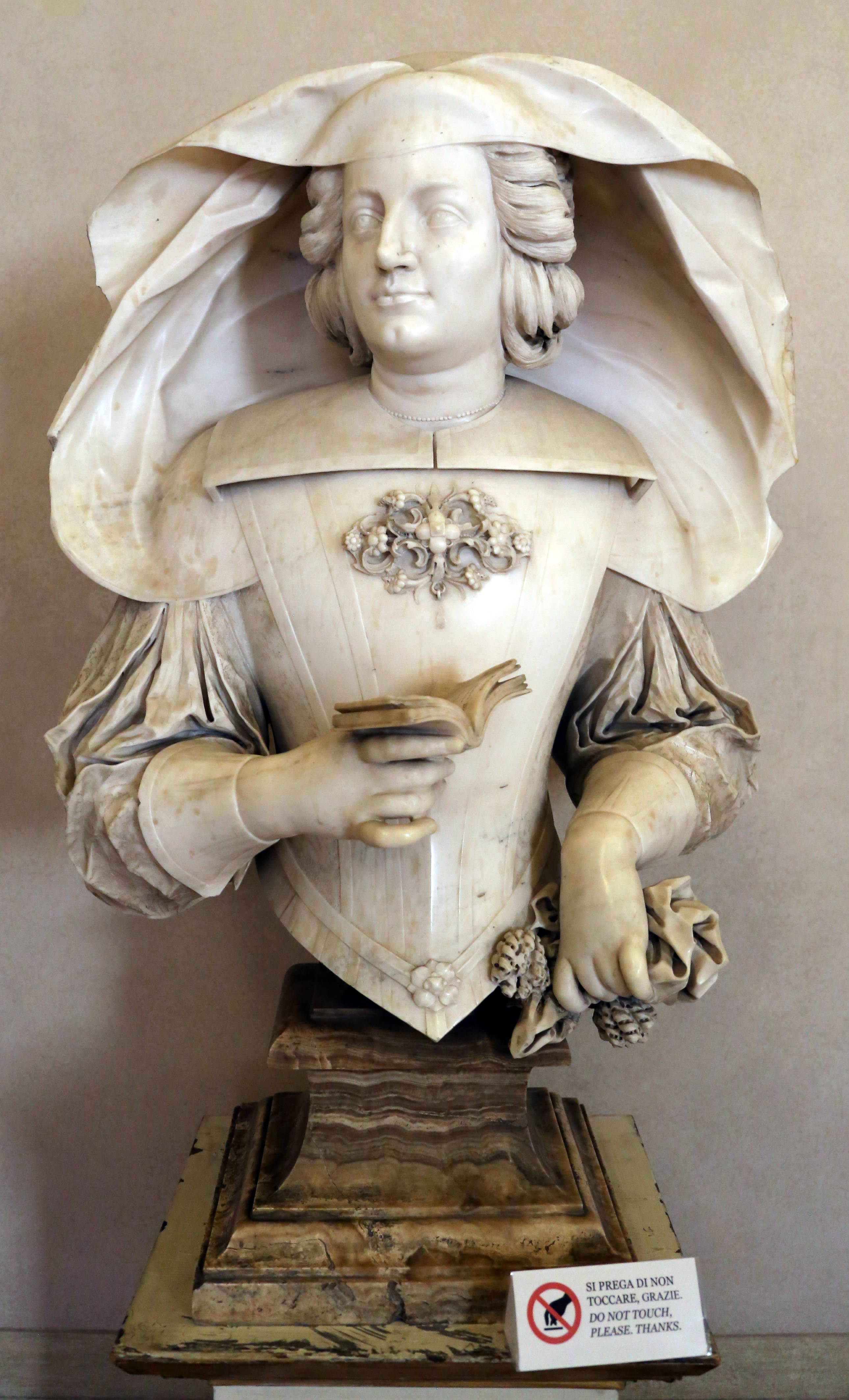
Lorenzo Ottoni, Busto di Maria Cybo Pico (Palazzo ducale di Mantova)

Nel novembre 1626, nella città di Carrara, Galeotto IV sposò Maria Cybo-Malaspina (1609-1653), figlia di Carlo I Cybo-Malaspina, duca di Massa e principe di Carrara. Da questo matrimonio nacquero otto figli:
1. Renata Francesca, detta anche Laura (30 settembre 1627[9]-24 febbraio 1703), monaca clarissa come suor Maria Teresa dal 1645;
2. Francesco Stefano (26 dicembre 1628 - 25 settembre 1630);[10]
3. Virginia Brigida (12 gennaio 1630[11]-29 agosto 1703), monaca clarissa come suor Maria Alessandra dal 1645;
4. Alessandro II (1631-1691) succeduto al nonno paterno come duca di Mirandola e marchese di Concordia;
5. Brigida (1633-1720), Reggente del Ducato di Mirandola (1691-1705);
6. Giovanni (10 ottobre 1634[12]-1660), frate gesuita;
7. Fulvia (27 aprile 1635?-8 aprile 1681), monaca benedettina come suor Maria Brigida dal 1648;
8. Catterina Francesca (22 gennaio 1636[13]-25 marzo 1650[14]).

## Ascendenza
|                                   |   |                       | Genitori                      |  |  | Nonni |  |  | Bisnonni         |  |  | Trisnonni       |  |
|                                   |   |                       |                               |  |  |       |  |  | Galeotto II Pico |  |  | Ludovico I Pico |  |
|                                   |   |                       |                               |  |  |       |  |  | Galeotto II Pico |  |  | Ludovico I Pico |  |
|                                   |   | Francesca Trivulzio   |                               |  |  |       |  |  | Galeotto II Pico |  |  |                 |  |
| Ludovico II Pico della Mirandola  |   |                       |                               |  |  |       |  |  | Galeotto II Pico |  |  |                 |  |
|                                   |   | Ippolita Gonzaga      | Ludovico Gonzaga              |  |  |       |  |  |                  |  |  |                 |  |
|                                   |   | Ippolita Gonzaga      | Ludovico Gonzaga              |  |  |       |  |  |                  |  |  |                 |  |
|                                   |   | Ippolita Gonzaga      | Francesca Fieschi             |  |  |       |  |  |                  |  |  |                 |  |
| Alessandro I Pico della Mirandola |   | Ippolita Gonzaga      |                               |  |  |       |  |  |                  |  |  |                 |  |
|                                   |   | Ippolito da Correggio | Giberto VII da Correggio      |  |  |       |  |  |                  |  |  |                 |  |
|                                   |   | Ippolito da Correggio | Giberto VII da Correggio      |  |  |       |  |  |                  |  |  |                 |  |
|                                   |   | Ippolito da Correggio | Agnese Pio di Savoia          |  |  |       |  |  |                  |  |  |                 |  |
| Fulvia da Correggio               |   | Ippolito da Correggio |                               |  |  |       |  |  |                  |  |  |                 |  |
|                                   |   | Chiara da Correggio   | Gianfrancesco II da Correggio |  |  |       |  |  |                  |  |  |                 |  |
|                                   |   | Chiara da Correggio   | Gianfrancesco II da Correggio |  |  |       |  |  |                  |  |  |                 |  |
|                                   |   | Chiara da Correggio   | Elisabetta dal Corno          |  |  |       |  |  |                  |  |  |                 |  |
| Galeotto IV Pico della Mirandola  |   | Chiara da Correggio   |                               |  |  |       |  |  |                  |  |  |                 |  |
|                                   | ? | ?                     |                               |  |  |       |  |  |                  |  |  |                 |  |
|                                   | ? | ?                     |                               |  |  |       |  |  |                  |  |  |                 |  |
|                                   | ? | ?                     |                               |  |  |       |  |  |                  |  |  |                 |  |
| ?                                 | ? |                       |                               |  |  |       |  |  |                  |  |  |                 |  |
|                                   |   | ?                     | ?                             |  |  |       |  |  |                  |  |  |                 |  |
|                                   |   | ?                     | ?                             |  |  |       |  |  |                  |  |  |                 |  |
|                                   |   | ?                     | ?                             |  |  |       |  |  |                  |  |  |                 |  |
| Eleonora Segni                    |   | ?                     |                               |  |  |       |  |  |                  |  |  |                 |  |
|                                   |   | ?                     | ?                             |  |  |       |  |  |                  |  |  |                 |  |
|                                   |   | ?                     | ?                             |  |  |       |  |  |                  |  |  |                 |  |
|                                   |   | ?                     | ?                             |  |  |       |  |  |                  |  |  |                 |  |
| ?                                 |   | ?                     |                               |  |  |       |  |  |                  |  |  |                 |  |
|                                   |   | ?                     | ?                             |  |  |       |  |  |                  |  |  |                 |  |
|                                   |   | ?                     | ?                             |  |  |       |  |  |                  |  |  |                 |  |
|                                   |   | ?                     | ?                             |  |  |       |  |  |                  |  |  |                 |  |
|                                   |   | ?                     |                               |  |  |       |  |  |                  |  |  |                 |  |